# Barabaig
Barabaig, barabaik, mangati, tatog eller datoga är en niloitisk etnolingvistisk folkgrupp i nordöstra Tanzania som utgör omkring 76 000 personer (2003).
Traditionellt har de varit tamdjursnomader och levde av de produkter som nötboskap, tamfår och getter gav. De flyttade med årstidens växlingar mellan torr- och regnperiodsbeten. Numera har jordbruksfolk bosatt sig på deras gamla betesmarker och gradvis fördrivit dem. På 1980- och 1990-talen låg barabaig i en bitter strid med myndigheterna och ett kanadensiskt u-hjälpsprojekt för veteodling. På grund av detta projekt har de mist sina bästa betesområden och har förvisats utan kompensation. Saken har flera gånger dragits inför domstol, och barabaig är nu en mycket utsatt minoritetsgrupp.

## Traditioner
Inom Tanzania är folkgruppen sedda som "pinsamt primitiva" och "ignoranta" på grund av att de envist håller fast vid sitt traditionella leverne.

### Familj
Av sed är utomäktenskapliga sexuella relationer att föredra inom folkgruppen Barabaig. Det är dock förenat med regler kring vem som får ha samlag med vem och var detta kan ske. En kvinna förväntas till exempel bli gravid med en annan man än maken. Maken blir dock "ägare" till barnet.

### Klädsel
Kvinnorna bär klänningar av getskinn eller kohud, färgade i ockra. Under midjan är klänningarna dekorerade med tofsar. Vidare är de dekorerade med färgglada pärlor i gult  och orange. Som accessoarer bär kvinnorna  mässingsarmband och halsslingor.

### Kroppsutsmyckningar
Kring ögonen är de tatuerade med cirkulära mönster, salamajega. Både män och kvinnor bär denna utsmyckning som görs genom att en liten krok öppnar upp huden och en liten hudflik skär därefter av. Medan såret fortfarande är öppet blandas gnuggas ett  pigment bestående av träkol och ko-urin in i såret för att skapa en tatuering. Vissa utövar ansiktsskärning. Männen bär en färgad bomullsduk draperad över axlarna och en annan runt midjan.

### Övriga traditioner
Unga män skulle av tradition bevisa sig själva genom att döda en person från en annan folkgrupp, en elefant, lejon eller buffel. Det döda djuret kunde sedan, tillsammans med andra djurskinn, användas som bas för en ceremoniell huvudbonad.

## Religion
Barabaig är monoteister. De tror på den universella skaparen Aseeta, vilket är samma namn som de gett solen. Solen anses vara Aseetas allseende öga. Folket menar att de härstammar från Aseetas bror Salohog. Salohogs äldste son Gumbandaing var den förste av folket Barabaig. De flesta äldste inom folkgruppen kan härleda sin härkomst till grundaren, över tiotals generationer. De har dock en större förfädersdyrkan än en dyrkan till guden. Det sägs att omkring 99 procent av folkgruppen har behållit den traditionella religionen.